# Neper (isten)
Neper (npr vagy npỉ) ókori egyiptomi istenség. Már a korai időkben ismert volt; gabonaistenként lehet, hogy megelőzte Ozirisznek a gabonaisteni aspektusát. Alakja később beolvadt az Oziriszébe. Mivel a Nílus áradása fontos volt a terméshez, Hapi Nílus-istent nevezték Neper urának is. Nepert összefüggésbe hozták Renenutet kobraistennővel, az aratás istennőjével is. Női változata Nepit.
Ábrázolása antropomorf, gyakran gyermek, akit Renenutet szoptat. Az V. dinasztiabeli Szahuré sírjában Nepert gabonával megszórt testtel ábrázolják. A XII. dinasztiához tartozó III. Amenemhat és IV. Amenemhat idejében kultuszközpontja épült a Fajjúm-oázisban.